# Gulschat
Gulschat (kasachisch Гүлшат) ist eine Siedlung im Süden des Qaraghandy-Gebietes in Kasachstan.
Der Ort mit 516 Einwohnern befindet sich ca. 60 km südwestlich der Stadt Balqasch, deren Verwaltung sie unterstellt ist, 90 km nordöstlich von Saryschaghan und 5 km nördlich des Balchaschsees.